# Metoda porównawcza
Metoda porównawcza opiera się na porównywaniu ze sobą zjawisk, czynności, rzeczy, pojęć, twierdzeń. W rezultacie porównań zyskuje się stwierdzenie tożsamości częściowej lub całkowitej rzeczy ze sobą porównywanych.
Tożsamość całkowita występuje tylko w logice i matematyce, a uzyskuje się ją na drodze równań. W naukach doświadczalnych występują tylko tożsamości częściowe; ich stwierdzenie jest środkiem do poznania istotnych składników zjawisk podobnych do siebie, zależności przyczynowej i genezy danego zjawiska.
Metoda ta, ocenia Józef Pieter, choć niekiedy mająca bardzo ważne znaczenie, nie stanowi narzędzia wystarczającego do rozwiązywania problemów.